# Фридли (Минесота)
Фридли (енгл. Fridley) град је у америчкој савезној држави Минесота.

## Демографија
По попису из 2010. године број становника је 27.208, што је 241 (-0,9%) становника мање него 2000. године.
| Група             | 2000.          | 2010.          |
| Белци             | 24.026 (87,5%) | 19.620 (72,1%) |
| Афроамериканци    | 939 (3,4%)     | 3.015 (11,1%)  |
| Азијати           | 794 (2,9%)     | 1.344 (4,9%)   |
| Хиспаноамериканци | 704 (2,6%)     | 1.976 (7,3%)   |
| Укупно            | 27.449         | 27.208         |